# Келлер Федір Артурович
Граф Федір Артурович (Теодор Александер фон) Келлер (12 жовтня, 1857, Курськ — 8 грудня 1918) — російський військовий діяч, монархіст, генерал.

## Життєпис
Виходець із дворянського роду. Військову освіту здобув у Миколаївській академії генерального штабу. Учасник Російсько-турецької війни. 
У Першу світову війну командував 3-м кінним корпусом на Південно-західному фронті. В українському війську з листопада 1917 р. За Гетьманату очолював інженерно-технічний загін, формував нові військові частини. 19 (6) листопада 1918 у наказі по армії Української Держави, підписаному Гетьманом Скоропадським, загальне командування всіма збройними силами України передавалось генералу графу Келлеру на правах Головнокомандувача арміями фронту, а територія України оголошувалась театром військових дій; вся цивільна адміністрація також підпорядковувалась генералу Келлеру. 
Призначений командувачем Збройних сил Української Держави, після чого одразу ж здійснив ряд антиукраїнських акцій — скасував чинні організаційні статути в армії і запровадив старі — царські, наказав заарештувати ряд відомих діячів, намагався встановити зв'язок з армією А. Денікіна та готував замах на Гетьмана Павла Скоропадського. 
27 листопада 1918 року усунений з посади, у грудні — заарештований українськими республіканськими військами і страчений.